# أجلونيما
الأجلونيما (الاسم العلمي: Aglaonema) هي جنس من النباتات يتبع الفصيلة اللوفية من رتبة المزماريات. من نباتات التنسيق الداخلي الورقية، تزرع في أصص غير عميقة بعيداً عن التيارات الهوائية ومصادر التلوث الجوي. تحتاج إلى جو دافئ رطب في الشتاء وهي من النباتات البطيئة النمو التي تحتاج إلى تسميد على دفعات متعددة وإلى التدوير في أصص أكبر عند الحاجة. وينمو هذا النبات بمعدل 5ـ6 ورقات سنوياً وتنظيف النبات يتم بواسطة قطعة قماش ناعمة رطبة نمسح بها الغبار عن الاوراق ولا تستعمل الملمعات التجارية.

## من أنواع الأجلونيما
- أجلونيما بسيطة (الاسم العلمي:Aglaonema simplex)
- أجلونيما بيضوية (الاسم العلمي:Aglaonema ovatum)
- أجلونيما ثلاثية الألوان (الاسم العلمي:Aglaonema tricolor)
- أجلونيما سديمية (الاسم العلمي:Aglaonema nebulosum)
- أجلونيما فليبينية (الاسم العلمي:Aglaonema philippinense)
- أجلونيما قزمة (الاسم العلمي:Aglaonema pumilum)
- أجلونيما قلبية الأوراق (الاسم العلمي:Aglaonema cordifolium)
- أجلونيما كثيفة العروق (الاسم العلمي:Aglaonema densinervium)
- أجلونيما لامعة (الاسم العلمي:Aglaonema nitidum)
- أجلونيما متغيرة (الاسم العلمي:Aglaonema commutatum)
- أجلونيما مجعدة (الاسم العلمي:Aglaonema crispum)
- أجلونيما مخددة (الاسم العلمي:Aglaonema costatum)
- أجلونيما مزخرفة (الاسم العلمي:Aglaonema pictum)
- أجلونيما مستديرة (الاسم العلمي:Aglaonema rotundum)
- أجلونيما معتدلة (الاسم العلمي:Aglaonema modestum)

## الاحتياجات البيئية والرعاية
الحرارة: جو دافئ في الصيف، درجة حرارة لاتقل عن 15 درجة مئوية.
الإضاءة: إضاءة جيدة أونصف مظللة بعيداً عن أشعة الشمس المباشرة.
الري: يروى بغزارة من الربيع إلى الخريف (مرتين بالاسبوع صيفاً)، وعلى فترات متباعدة في الشتاء (مرة بالاسبوع).
التسميد: يضاف السماد السائل إلى ماء الري في فصل الصيف مرة كل 15 يوما.ً
الرطوبة: رطوبة جوية عالية. ترطب الاوراق برذاذ ناعم من الماء عدة مرات في اليوم الواحد (حسب جفاف الجو في البيئة الحارة أو عند استخدام أجهزة التكييف).
التدوير: «تغيير المركن أو الأصيص إلى حجم أكبر» يجرى في الربيع كل 3 سنوات.
الإكثار: يجرى في الربيع والصيف بالخلفات وبالعقلة الطرفية.
الأمراض:
- تغضن الاوراق وتلون أطرافها باللون البني بسبب شدة جفاف الهواء.
ـ التواء حواف الاوراق وتلون حوافها باللون البني بسبب شدة برودة الهواء.
الآفات: البق الدقيقي في قواعد أعناق الاوراق. حلم العنكبوت الأحمر خاصة إذا كانت الإضاءة ساطعة

## معلومات اضافية عن رعاية نباتات الزينة

### رعاية النبات أثناء غلق المكان لفترة مؤقتة
ليست جميع النباتات تتحمل غلق المكان عليها فترة طويلة بدون
رعاية مثل الديفنباخيا - الكروتن - الكلاديم - الاسباتينليم - الفوجير
المارنتا. اما النباتات التي تتحل غلق المكان عليها لفترة محدودة
تصل حتى 20 يوم على سبيل المثال الدراسينا - بأنواعها -
اليوكا بأنواعها - الاجلونيما - نخيل الزينة الداخلي - الفيكس
- البوتس -على استيك وليس هانجات.

### وصف لخزان الماء الذي سيتم وضعه لرى النبات ذاتيا أثناء غلق المكان
1- في حالة الاصص الصغيرة التي يكون قطرها من 15 إلى 20 سم
ترص في اناء مبير دائرى أو مستطيل به ماء وارتفاع مستوى
الماء به إلى نصف حجمه وترص فيه النباتات حتى لا تصل الماء إلى الحافة.
2- اما في حالة الاصص كبيرة الحجم من 30 إلى 70 سم يوضع اسفل
هذا الاصيص اناء ممتلئ بالماء ونزيد من سعة فتحة الصرف في قاع
الاصيص لسماح مرور قطعة قماش قطنية بحيث يكون جزء منها في تربة
الاصيص المزروع والنصف الآخر متدلى باناء الذي به خزان الماء
وعن طريق الخاصة الشعرية واحساس تربة النبات بالعطش تنتقل
المياة من اسفل إلى أعلى عن طريق قطعة القماش المبللة
ملحوظة هامة:- (يراعى في جميع احوال غلق المكان على
النباتات وجود شباك واحد على الاقل مفتوح لدخول الهواء
وتجديده حزل النبات).
3- تباع في الاسوق احواض نباتية ذاتية الرى تكون مكونة
من مستويين المستوى العلوى (ياخذ ثلثين عمق الحوض ويوضع
به النبات بالتربة الخاصة به) المستوى السفلى (ويكون القاع
الأسفل للحوض من الداخل ومفصول بفاصل عن المستوى العلوى
ويمر من خلال المستويين اسطوانة طويلة كلها ثقوب جانبية
عند منطقة التربة فقط حتى تصعد المياة في الانبوب من خزان
المياة في القاع إلى التربة العلويه بالخاصة الشعرية من خلال ثقوب الانبوبة.

## أسباب موت النباتات المنزلية

### جفاف التربة
يحدث نتيجة قلة الرطوبة وتعطيش النبات بعدم
ريه لفترة طويلة خصوصاً خلال موسم النمو مما يؤدى إلى جفاف
و ذبول الأوراق ومن ثم يؤدى لموته.
وايضاً زيادة ملوحة التربة وحرارة الشمس المرتفعه تؤدي إلى الجفاف

### زيادة مياه الري
زيادة مياه الري خصوصاً في الشتاء تؤدى
إلى موته ومن ثم تساقط أوراقه ومن الخطأ الخلط بين أعراض
نقص مياه الري وأعراض زيادتها حيث أن في كلتا الحالتين
يحدث تساقط للأوراق الجافة للنبات لكن في حالة زيادة مياه
الري يحدث اصفرار للأوراق فيتحول لونها من الخضر الداكن
إلى الأخضر المصفر أما في حالة تعطيش النبات فتظهر على
الأوراق بقع بنيه كما أن زيادة مياه الري تؤدى إلى ظهور
نموات خضراء فوق سطح التربة ناتجة عن نمو بعض الطحالب.

### برودة الليل (الصقيع)
يحدث في بعض المناطق انخفاض شديد
في درجات الحرارة ليلاً مما يؤدى إلى موت النبات فيجب إبعاد
النبات عن النوافذ وأي مصدر آخر للصقيع.

### الشمس القوية
يجب تجنب تعريض النباتات ذات الأوراق
الصغيرة والرقيقة للفحه الضوء الساخن الشديد حتى لا تحترق
الأوراق ويؤدى هذا إلى ذبول النبات مثل الجارونيا والونكا.

### ارتفاع درجة حرارة الجو
يؤدى إلى انخفاض نسبة
الرطوبة الجوية وهذا يضر ببعض النباتات ومن ثم موتها.

### الجفاف الشديد
عبارة عن تيارات هواء يتعرض لها
النبات مما يؤدى إلى جفاف الأوراق والتربة ومن ثم موته.

### الغازات
من أتربة وأدخنة وغبار ودخان ملوثات تسد مسام
أوراق النبات فلا يستطيع التنفس أو النتح فيختنق ومن ثم يموت.

### الظلام
وضع النباتات في أماكن مظلمة يؤدى لموته وذلك
لعدم حدوث عملية التمثيل الغذائي القائم عليه النبات المستمدة من ضوء
الشمس لتكوين مادة الكلوروفيل الخضراء الأساس في عملية البناء